# Jan van Aartsen

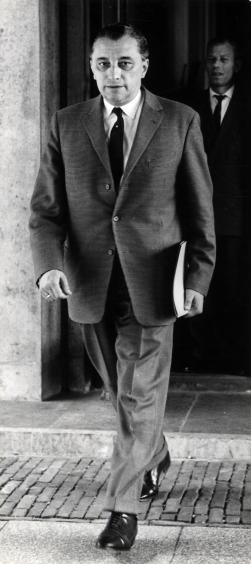
Jan van Aartsen (1963)

Johannes "Jan" van Aartsen (* 15. September 1909 in Amsterdam; † 2. April 1992 in Vlissingen, Zeeland) war ein niederländischer Politiker der Anti-Revolutionaire Partij (ARP).

## Biografie
Van Aartsen war Beigeordneter der Stadt Den Haag. 1958 wurde er als Minister für Verkehr und Wasserwirtschaft in die Regierung von Ministerpräsident Louis Beel berufen. Im nachfolgenden Kabinett von Jan de Quay war er zwischen 1959 und 1963 Minister für Wohnungsbau und Bauindustrie, ehe er anschließend von 1963 bis 1965 in der Regierung von Ministerpräsident Victor Marijnen wiederum Minister für Verkehr und Wasserwirtschaft war.
1965 berief ihn Königin Juliana zum Königlichen Kommissar (Commissaris van de Koningin) der Provinz Zeeland. Dieses Amt bekleidete er bis 1974.
Van Aartsen war der Vater des Politikers Jozias van Aartsen, der unter anderem von 1998 bis 2002 Außenminister der Niederlande war.